# Canto de Makapansgat
El Canto de Makapansgat (Makapansgat Pebble), o Canto de las Caras, (ca. 3,000,000 antes del presente) es un canto rodado de jaspe, de 260 gr de color marrón-rojizo con lascado natural y que presenta rasgos que, de forma muy tosca, le hacen parecer una cara humana. El canto es interesante porque fue encontrado a cierta distancia de cualquier fuente natural y estaba asociado a huesos de Australopithecus africanus en una cueva de Makapansgat, Sudáfrica. Aunque se trata sin duda de un objeto no manufacturado, se ha sugerido que algún australopitécido puede haberlo reconocido como una cara simbólica y llevarlo de vuelta a su cueva. De ser así estaríamos ante el más temprano ejemplo de pensamiento simbólico o de sentido estético en la historia humana. Eso lo haría el primer objeto humanizado del que se tiene noticia.

## Hallazgo arqueológico
El profesor Wilfred I. Eizman lo encontró en Makapansgat, una cueva de dolerita en el Valle de Makapan, al norte de Mokopane, Limpopo, África del Sur, en 1925. Casi 50 años después, fue descrito por primera vez, por Raymond Dart en 1974.

## Significado
El Canto de Makapansgat no puede ser visto como arte en su acepción normal pues el objeto es un hallazgo y no una manufactura. Sin embargo el que un australopiteco pudiera reconocer una cara revelaría que este temprano homínido tenía una cierta capacidad de pensamiento simbólico, necesario para el desarrollo del arte y del lenguaje. Si este ancestral homínido vio en verdad en esta piedra una cara o tuvo alguna clase de especulaciones mágicas hacia este objeto o simplemente jugó con él es algo que no podemos saber.